# Mike Birch
Mike Birch (Vancouver, 1 de novembro de 1931 – Brech, 26 de outubro de 2022) foi um antigo velejador canadiano.
Mesmo começando a a efetuar corridas à vela tardiamente, ganha em 1978 a Rota do Rum com 98 segundos de vantagem sobre Michel Malinovsky.
Além desta prova, ele foi segundo na Transat Inglesa de 1976, e vencedor na Mónaco-Nova Iorque em 1985.